# Répceszentgyörgy
Répceszentgyörgy ist eine ungarische Gemeinde im Kreis Sárvár im Komitat Vas.

## Geografische Lage
Répceszentgyörgy liegt 22 Kilometer nordöstlich des Komitatssitzes Szombathely und 13 Kilometer nordwestlich
der Kreisstadt Sárvár am rechten Ufer des Flusses Répce. Nachbargemeinden sind Chernelházadamonya, Hegyfalu, Pósfa, Szeleste und Gór.

## Sehenswürdigkeiten
- Denkmal der Märtyrer von Arad (Aradi vértanúk emlékműve), erschaffen 1956
- Mariensäule, erschaffen 1710 im barocken Stil
- Römisch-katholische Kirche Szent György, erbaut 1889
  - Relieftafel des Heiligen Georg an der Kirche, erschaffen 1923
- Schloss Szentgyörgyi-Horváth (Szentgyörgyi-Horváth-kastély)

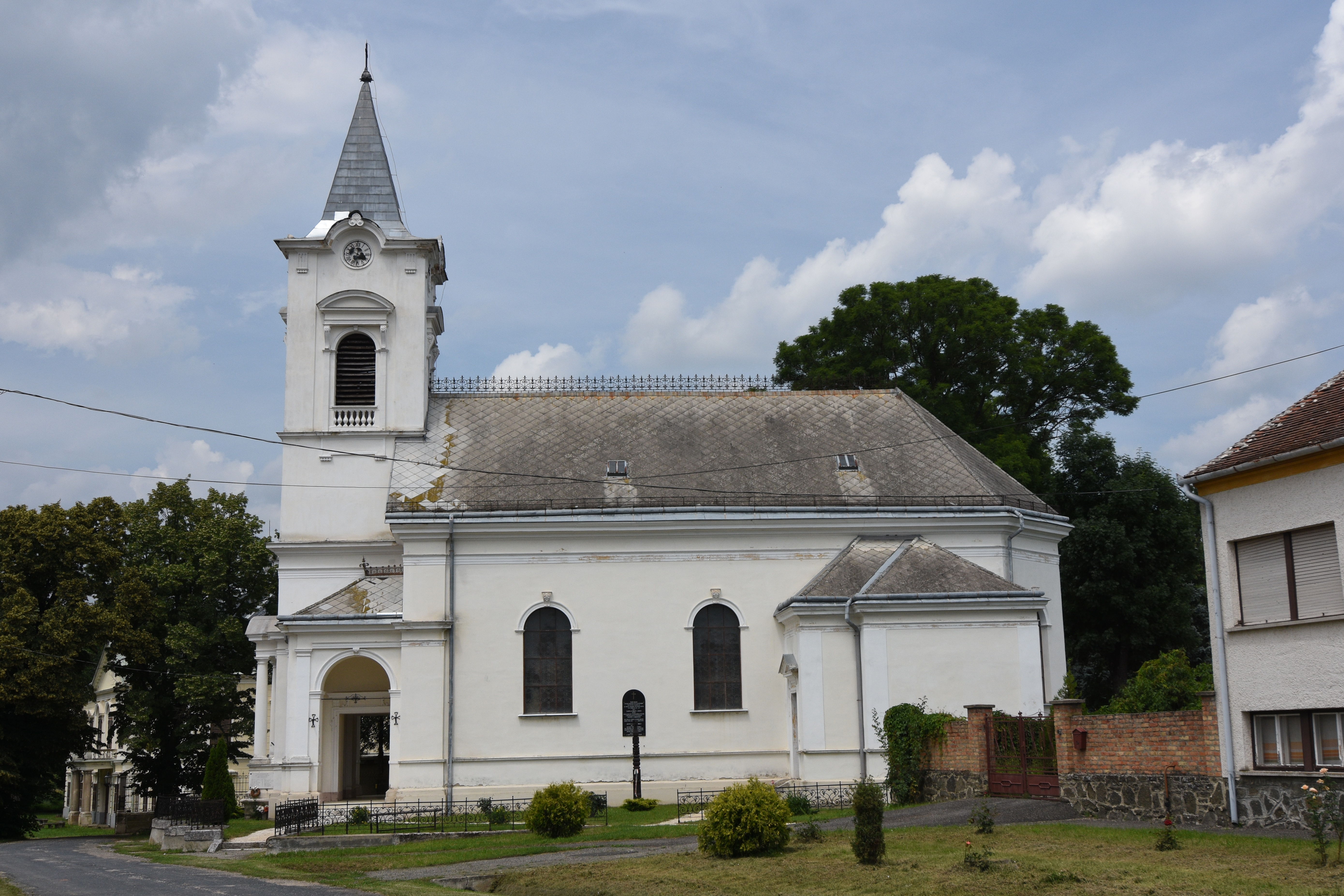
Römisch-katholische Kirche Szent György
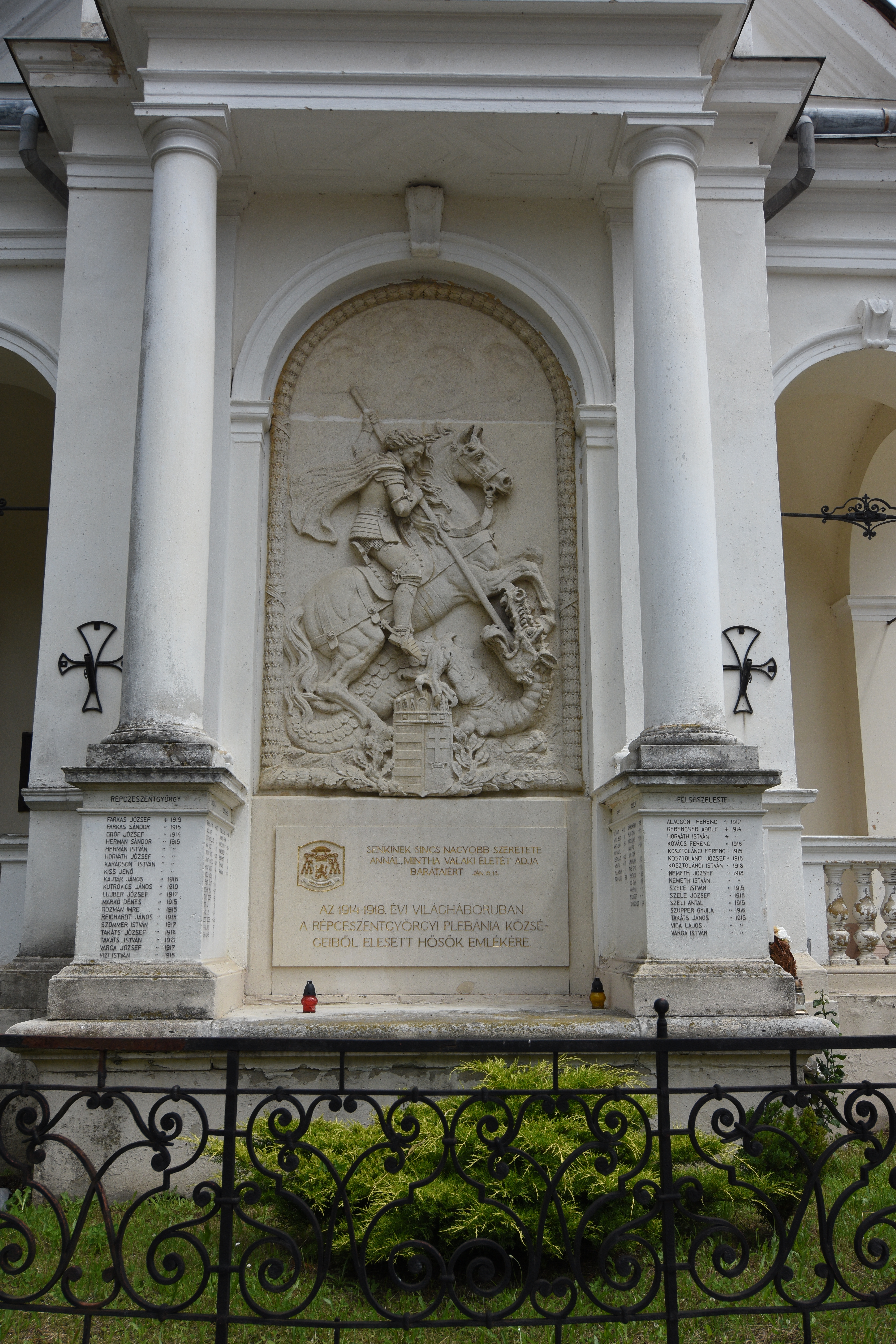
Relieftafel des Heiligen Georg an der Kirche
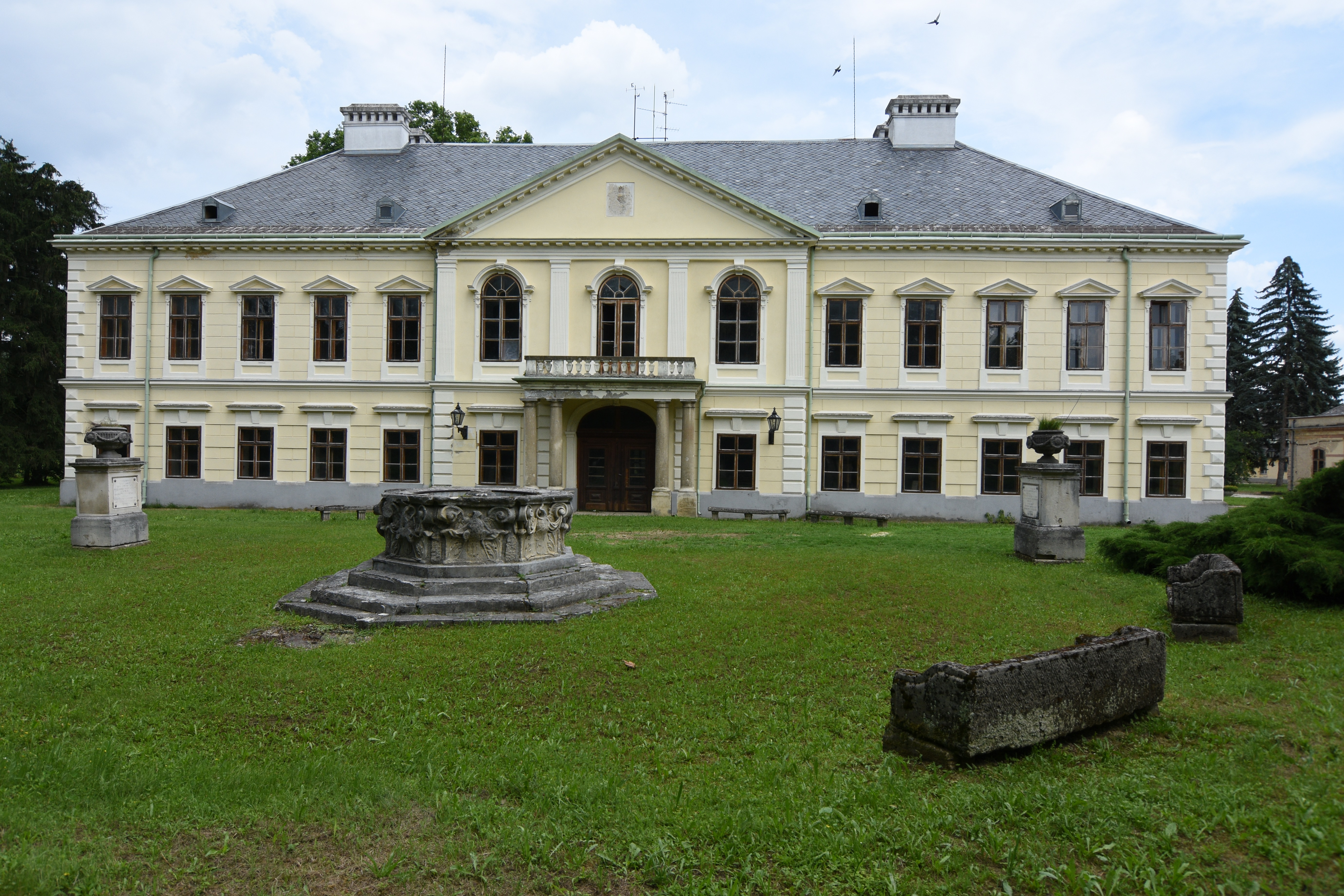
Schloss Szentgyörgyi-Horváth
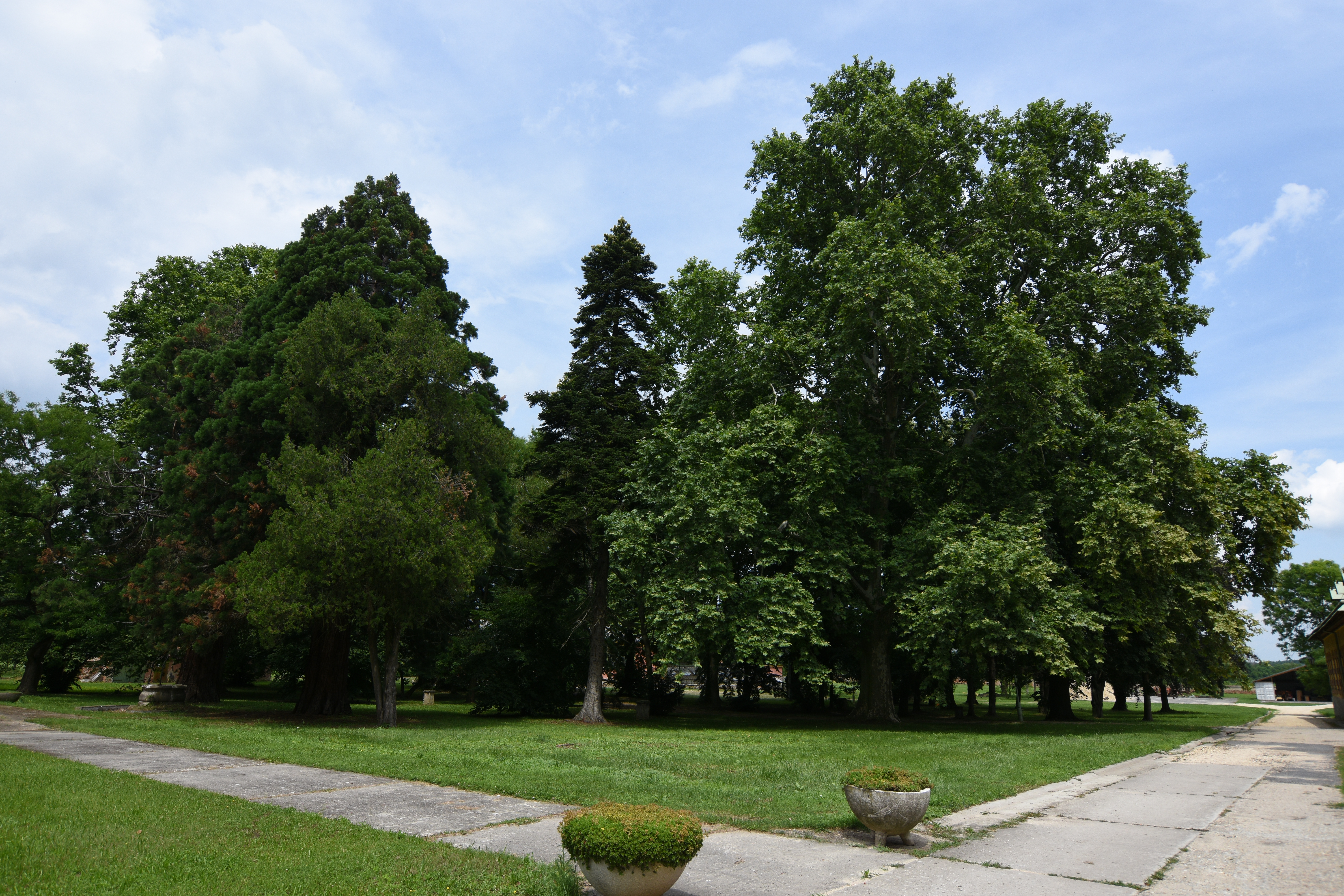
Schlosspark

## Verkehr
Durch Répceszentgyörgy verläuft die Landstraße Nr. 8632. Es bestehen Busverbindungen über Gór nach Bő, sowie nach Hegyfalu und Pósfa, wo sich die nächstgelegenen Bahnhöfe befinden.